# Salma, Syria
Salma (tiếng Ả Rập: سلمى) là một ngôi làng ở phía tây bắc Syria, một phần hành chính của Tỉnh Latakia, nằm ở phía đông bắc Latakia. Các địa phương gần đó bao gồm Mashqita và Ayn al-Bayda ở phía tây, al-Haffah ở phía tây nam, Aramo và Slinfah 12 km về phía nam và Kinsabba ở phía bắc. Theo Cục Thống kê Trung ương Syria, Salma có dân số 2.131 người trong cuộc điều tra dân số năm 2004. Cư dân của nó và những người trong khu vực Jabal al-Akrad chủ yếu là người Hồi giáo Sunni, mặc dù khoảng 80% cư dân của quận Latakia là Alawites.
Salma nổi tiếng với khí hậu khô và nước sạch dồi dào. Nó nằm ở độ cao khoảng 800 mét so với mực nước biển. Trước khi Baathist tiếp quản Syria vào những năm 1960, Salma là một trong số ít nơi ở vùng núi ven biển được điện khí hóa và kết nối với lưới điện.

## Nội chiến Syria
Trong cuộc nội chiến ở Syria, vào cuối tháng 7 năm 2012, FSA đã kiểm soát thị trấn, nơi dân cư chủ yếu rời đi (một phần đến thành phố Latakia và một phần đến Thổ Nhĩ Kỳ). FSA nói rằng họ có thể giữ được Salma nhờ vào thiên nhiên miền núi và thực tế là nó được bao quanh bởi các làng Sunni. Đó là trên chiến tuyến chiến đấu ở Latakia Thống đốc giữa phiến quân và lực lượng chính phủ trong một thời gian dài. Vào tháng 11 năm 2013, phóng viên Jonathan Steele tuyên bố rằng thị trấn này là trụ sở chính của Latakia của cả Mặt trận al-Nusra và Nhà nước Hồi giáo Iraq và Levant.
Vào ngày 9 tháng 11 năm 2015, có báo cáo rằng trong hơn một tháng, Lực lượng Vũ trang Syria đã tiến hành một số hoạt động quân sự nhỏ bên trong Chính quyền Latakia để chuẩn bị cho một trận chiến lớn hơn nhiều dự kiến sẽ diễn ra tại thành trì của Salma. Cuối tháng 11, việc bắt giữ Kafr Dulbeh và Katf Al-Ghaddar đã đưa lực lượng vũ trang Syria đến cổng Salma. Vào ngày 12 tháng 1 năm 2016, quân đội Syria cùng các đồng minh đã chiếm lại thị trấn Salma và ngôi làng Tirtyah gần đó. Phiến quân cho biết thị trấn đã phải hứng chịu các cuộc không kích dữ dội của Nga và hầu hết cư dân còn lại đã chạy trốn về phía biên giới Thổ Nhĩ Kỳ.